# Cutting

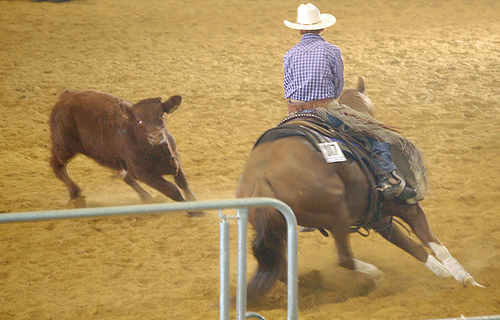
Cuttingowy koń pracujący z krową

Cutting (ang. wycinanie) – konkurencja western riding podczas której koń i jeździec są oceniani pod kątem umiejętności oddzielenia pojedynczej sztuki bydła od stada i nie pozwolenia jej na powrót przez krótki czas. Sport wyewoluował z pracy z bydłem na amerykańskich ranchach, gdzie należało konno oddzielić pojedyncze sztuki bydła od stada w celu szczepienia, kastracji lub segregacji. W tym celu wybierano konie ze szczególnymi uzdolnieniami w tym kierunku. Początkowo zawody w "odcinaniu" odbywały się lokalnie wśród ranczerów i kowbojów. W 1898 odbyły się pierwsze zawody z udziałem publiczności. Obecnie zawody pomiędzy najlepszymi cuttingowymi końmi i jeźdźcami odbywają się na arenach. Zostały ustalone zasady konkurencji, a w 1946 została założona organizacja National Cutting Horse Association (NCHA), która obecnie zajmuje się tym sportem.
Zazwyczaj w konkurencji używa się koni rasy Quarter Horse, ale użycie innych ras jest możliwe. Cuttingowe konie są atletycznie zbudowane. Trenowane są one do instynktownego blokowania krowy, próbującej wrócić do stada.
W konkurencji, koń i jeździec wybierają i oddzielają sztukę bydła (zwykle jałówkę, tj. młodą krowę, lub wykastrowanego, młodego byczka) od reszty stada. Następnie krowa stara się wrócić do jej stada. Wtedy jeździec powinien oddać wodze koniowi i pozwolić mu samemu blokować krowę. Dobry koń cuttingowy robi to samodzielnie, z przyjemnością i zaangażowaniem, w dobrym stylu. Zawodnik ma 150 sekund do pokazania konia: zwykle trzy krowy są odłączane od stada podczas przejazdu, jednak oceniana jest tylko praca z dwoma. Sędzia przyznaje punkty w skali od 60 do 80, gdzie 70 jest uznawane za średni wynik.
Cutting jest jednym z najszybciej się rozwijających sportów na świecie. W 2006 roku, zawodnicy podczas zawodów Futurity w USA wygrali ponad 3,7 miliona dolarów. Suma nagród w zatwierdzonych przez NCHA zawodach osiąga corocznie 39 milionów dolarów, nie licząc nagród rozdzielanych przez Australian Cutting Horse Association, American Cutting Horse Association, zdobytych na pokazach koni poszczególnych ras, oraz europejskich i kanadyjskich zawodach.